# Kapverdensegler

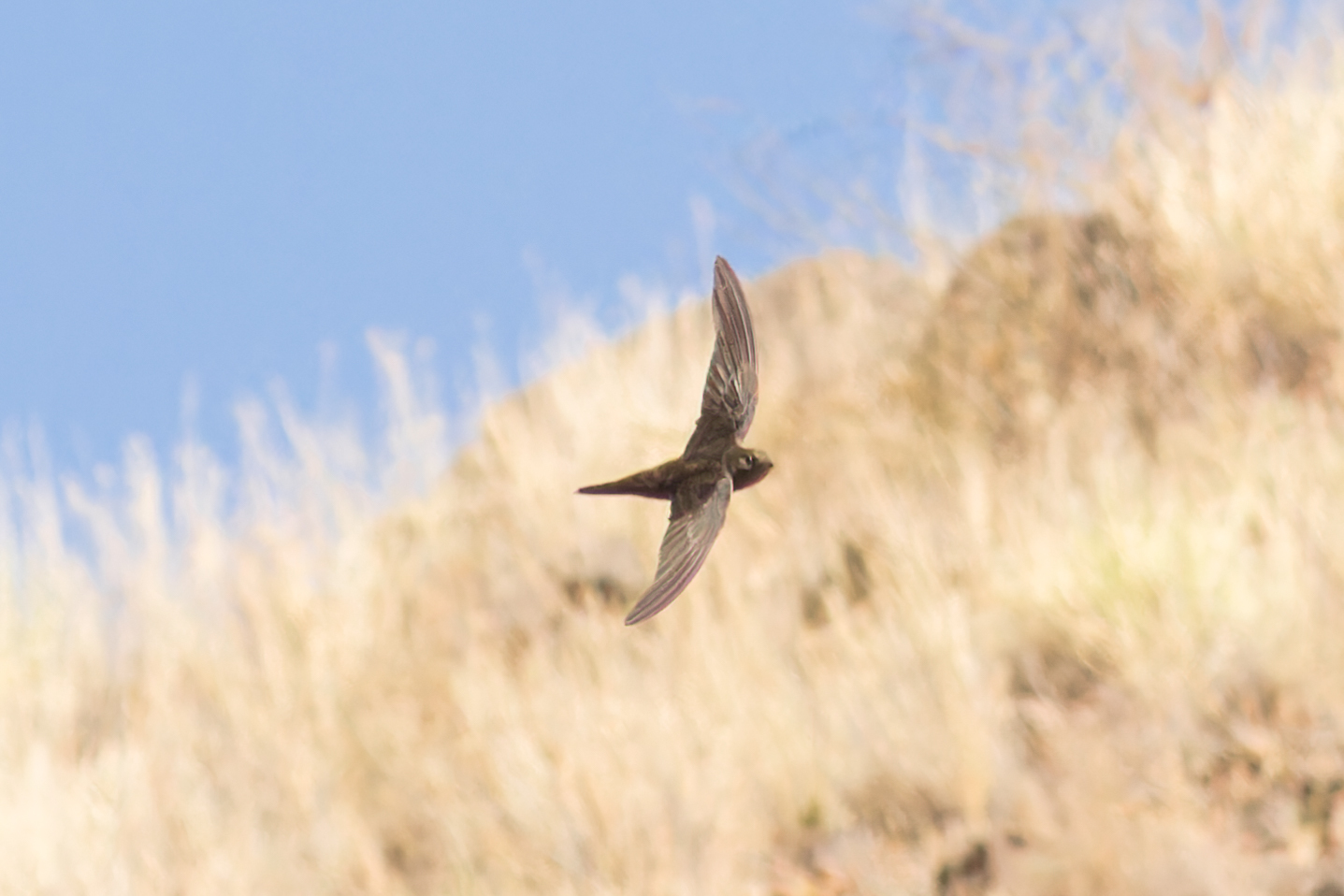
Kapverdensegler

Der Kapverdensegler (Apus alexandri), auch Alexandersegler genannt, ist ein kleiner Segler, der nur auf den Kapverdischen Inseln zu finden ist. Er mit einer Körperlänge von 13 Zentimetern nach dem Haussegler der zweitkleinste Vertreter der Gattung Apus. Die Vögel sind gesellig und in bis zu 30 Individuen umfassenden Gruppen anzutreffen. Die Population gilt als stabil und die Art wird als nicht gefährdet eingestuft.
Der Name der Art soll an Boyd Alexander erinnern, einen englischen Ornithologen, der im Jahr 1897 zwei Expeditionen zu den Kapverdischen Inseln leitete und 1910 nahe Nyeri im Tschad ermordet wurde.

## Beschreibung
Insgesamt weist der Kapverdensegler eine graubraune Färbung auf und ist blasser gefärbt als alle anderen in der Westpaläarktis vorkommenden Arten der Gattung Apus. Der blassgraue Kehlfleck ist breit, aber unscharf. Die Färbung der Unterseite wird von der Kehle her allmählich dunkler bis zum graubraunen Bauch. Beide Geschlechter sehen gleich aus.
Der Schwanz des Kapverdenseglers weist eine wenig ausgeprägte Gabelung auf, die undeutlichste aller Apus-Arten. Die Flügellänge liegt ungefähr bei 14 Zentimetern. Die Flügel sind im Vergleich zu den verwandten Arten relativ kurz. Die vergleichsweise kompakte Gestalt und der flatterige, kraftloser wirkende Flug sind die besten Merkmale, um den Kapverdensegler von den verwandten Arten zu unterscheiden. Im Verbreitungsgebiet kommen hierfür nur der Mauersegler und der Fahlsegler in Betracht, die aufgrund ihrer andersartigen Gestalt leicht zu unterscheiden sind.
Der Ruf des Kapverdenseglers ist höher als der des Mauerseglers, weniger scharf und die einzelnen Rufe sind etwas deutlicher voneinander abgegrenzt.

## Verbreitung und Wanderungen
Der auf den Kapverdischen Inseln endemische Kapverdensegler kommt dort auf allen Inseln außer Santa Luzia vor. Brutnachweise gibt es von den Inseln Santiago, Fogo, Brava, Santo Antão und São Nicolau. Auf Fogo und Brava ist er häufig.
Der Kapverdensegler wird als Standvogel eingestuft, unter anderem 1995 von C. J. Hazevoet. Es wurde aber beobachtet, dass die Vögel in der Trockenzeit im Juli möglicherweise das Brutgebiet verlassen.

## Lebensraum
Der Kapverdensegler ist in allen Lebensräumen des Archipels zu finden, von Seehöhe bis zu den Gipfeln der höchsten Berge, beispielsweise auf über 2800 Metern am Pico do Fogo. Die höchste beobachtete Brut befand sich auf 1600 Metern Höhe.

## Fortpflanzung
Die Nester befinden sich sowohl an Häusern als auch in Felsspalten und Höhlungen. Das Gelege besteht aus zwei ungefleckten, einfarbig weißen Eiern. Über das Brutgeschäft dieser Vögel ist ansonsten wenig bekannt.

## Systematik
Verschiedentlich wurden Kapverdensegler und Einfarbsegler früher als konspezifisch betrachtet. Auch die Zuordnung zur Apus-Superspezies, der Mauer-, Einfarb- und Braunsegler zugerechnet werden, gilt heute aufgrund der ungewöhnlichen Färbung der Eier des Kapverdenseglers als umstritten.
Es werden keine Unterarten unterschieden.